# Brehy
Brehy (niem. Hochwald, Hohenmaut, węg. Magasmart) – wieś (obec) w południowo-zachodniej Słowacji położona w kraju bańskobystrzyckim, w powiecie Žarnovica.

## Położenie
Wieś leży u zachodnich podnóży Gór Szczawnickich (jednostka Hodrušská vrchovina), w dolinach Hronu oraz uchodzących tu do niego, jako lewobrzeżne dopływy, dwóch potoków (Obecný potok i Liešňanský potok). Tereny wsi leżą na wysokościach od 200 m n. p. m. (dolina Hronu) do 726 m n. p. m. (góra Chlm); centrum zabudowy miejscowości, usytuowane na stożku napływowym Obecného potoku, leży na wysokości 248 m n. p. m. Wysokości ponad 600 m n. p. m. osiągają szczyty Ostrý vrch (642 m n. p. m.) i Biela Skala (650 m n. p. m.). Przez wieś biegnie lokalna droga, łącząca miejscowości położone na lewym brzegu Hronu, od Žarnovicay po wieś Tekovská Breznica.

## Historia
Pierwsze wzmianki o miejscowości pochodzą z 1283 roku. Na jej terenie prowadzono już wówczas wydobycie złota. W 1393 r. król Zygmunt Luksemburski darował ją "szpitalowi" (właściwie: przytułkowi dla chorych i ubogich) przy kościele św. Elżbiety w sąsiedniej Nowej Bani.

## Demografia
Według danych z dnia 31 grudnia 2012 roku, wieś zamieszkiwało 1065 osób, w tym 511 kobiet i 554 mężczyzn.
W 2001 roku rozkład populacji względem narodowości i przynależności etnicznej wyglądał następująco:
- Słowacy – 99,18%
- Czesi – 0,09%
- Polacy – 0,18%
- Ukraińcy – 0,09%
- Węgrzy – 0,18%

Ze względu na wyznawaną religię struktura mieszkańców kształtowała się w 2001 roku następująco:
- Katolicy rzymscy – 86,93%
- Grekokatolicy – 0,73%
- Ewangelicy – 0,82%
- Ateiści – 4,72%
- Nie podano – 6,62%